# Mathias Mönius
Mathias Mönius (* 1963 in Forchheim) ist ein deutscher Dirigent und Pianist.

## Leben und Wirken
Mönius wurde 1963 in Forchheim geboren. Im Alter von acht Jahren lernte Mönius das Klavierspielen von seinem Vater. Bereits als Schüler spielte er in einer Jazzband. Mönius studierte zunächst Alte Geschichte und schloss sein Studium als Magister ab. Nebenberuflich betätigte sich Mönius als Jazzmusiker. Im Jahr 1990 spielte Mönius Klavier für einer Aufnahme von Schlagern der 20er und 30er Jahre. Nach einem Engagement seiner Band am Theater in Nürnberg nahm Mönius 1991 sein Musikstudium an der Universität der Künste Berlin auf, das er 1995 abschloss. Im Jahr 1996 leitete Mönius die Uraufführung der Oper Das Jahrmarktsfest zu Plundersweilern in der Regie von Winfried Bauernfeind an der Kammeroper Schloss Rheinsberg. Die Oper nach Johann Wolfgang von Goethe war als Gemeinschaftskomposition von Julian Klein, Tatjana Komarowa, Markus Schmitt, Stefan Stoll und Sabine Wüsthoff entstanden. Am Staatstheater Braunschweig war er Solorepetitor mit Dirigierverpflichtung. Im Jahr 2000 wurde er Studienleiter mit Dirigierverpflichtung am Meininger Staatstheater. 2007 wurde er erster Kapellmeister und stellvertretender Generalmusikdirektor am Landestheater Eisenach. 2009 wurde er Studienleiter und Kapellmeister am Theater Nordhausen/Loh-Orchester Sondershausen. Seit der Spielzeit 2012/2013 ist Mönius Studienleiter und Kapellmeister am Landestheater Detmold.
Mönius gastierte als Dirigent oder Pianist an der Staatsoper Unter den Linden, in Kapstadt, Toronto, Italien, Frankreich, Holland, Großbritannien und in der Schweiz.

## Diskografie
- 1991: Liebling, mein Herz lässt dich grüssen – Schlager der 20er und 30er Jahre, Vokalensemble Fortissimo, Mathias Mönius; Klavier, Martina Mayer, Querflöte. Rondeau CD 011090[4]
- 2010: Bonjour Paris, Solist: Albrecht Mayer, Orchester: Academy of St Martin in the Fields, Dirigent: Mathias Mönius. Decca 4782562[7]

## Auszeichnungen
- 2013:  Forchheimer Kulturpreis Triton[2]